# 신종대
신종대(辛鍾大, 1960년 ~)는 제56대 대구지방검찰청 검사장을 역임한 법조인이다.

## 생애
1960년 경상남도 거제시에서 태어나 1978년 대일고등학교와 1982년 서울대학교 법학과를 각각 졸업하고 제23회 사법시험에서 합격하여 사법연수원 14기를 수료하고 검사에 임용되었다.
대검찰청 공안부장으로 있던 2009년 한미FTA 비준안 상정 반대 과정에서 국회 사무총장의 업무를 방해한 혐의 등으로 강기갑 당시 민주노동당 대표를 기소했으며, 정부 정책을 비판하는 시국선언을 한 전교조 교사들을 기소했다. 2010년 공안부 산하에 공안 3과를 4년 만에 부활시키면서 공안수사 인력을 전체적으로 증편해 매년 평균 2명 꼴이던 간첩 혐의 기소자가 2010년 8명으로 늘었다. 2011년 4.27재보선을 앞두고 트위터 선거운동 가이드라인을 만들었으며 2010년 6.2 지방선거를 앞두고 '황장엽 암살조' 남파공작원 사건, '여간첩 원정화' 사건, '흑금성' 사건 등의 수사를 지휘했다.
2011년 8월 검찰 인사에서 김홍일 대검찰청 중수부장, 최교일 법무부 검찰국장과 함께 차기 검찰총장 후보군으로 유력하게 부각되는 서울중앙지방검찰청 검사장 후보 1순위로 거론되었다.
2011년 3월 전남경찰청이 전라남도 여수시 여수 산업단지 기업체인 금호석유화학 증설공사와 비리와 관련해 도장 전문업체인 모 하도급 업체를 압수수색하는 과정에서 "고향 선배인 업체 회장 곽모씨(62세)가 신종대에게 2006년 1월부터 2011년 10월까지 1천400만원 가량이 건네졌다"는 내용이 적힌 장부를 발견하고 내사에 착수하여 조사를 받았던 신종대는 경찰이 "이 가운데 뇌물죄 공소시효(5년)가 끝나지 않은 돈이 900만원가량인 것으로 파악하고 조사를 벌였다. 이어 수표 90만원이 건네진 사실을 확인했지만 곽모씨와 신종대 검사장 사이에 구체적인 대가성을 밝히지 못했다"며 사건을 10월 중순 내사종결한 이후 1주일만인 2011년 10월 27일 일신상의 이유로 사표를 제출하고 10월 28일 퇴임식을 열 예정이었으나 내사 종결에 대한 논란이 확산되자 퇴임식을 취소한 신종대는 "금품을 제공받았다는 의혹에 대해 경찰에 충분히 해명해 전남지방경찰청이 내사종결 처리했다"며 금품수수와 관련된 의혹을 부인하면서 "노모를 모셔야 하는 등 여러 사정상 직무를 수행하기 어려워 사직하는 것 뿐'이라고 했다.
조현오 경찰청장이 2011년 12월 30일 전국 지휘관 화상회의에서 [[신종대 전 대구지검장의 금품수수 의혹 등 검사의 비리를 수사하는 과정에서 경찰이 자꾸 쉬쉬하고 덮어두는 행태가 있다"면서 "형사소송법 개정 작업에 모든 경찰이 주인 의식을 갖고 참여해달라"고 당부하면서 "검찰의 불법적이고 부당한 송치 명령 사례를 경찰청에 보고해달라"면서 "내가 검찰총장에게 문제를 제기하고 이 같은 사실을 언론에도 알리겠다"고 말했다. 내사 종결 이후에 신종대와 관련된 의혹 사건 내사를 담당했던 전남지방경찰청 지능범죄수사대가 단체로 수갑 등 수사경과를 반납했다.
검찰에서 퇴직한 이후 법무법인 청림 대표 변호사변호사가 되었던 신종대는 롯데칠성음료와 한국남부발전 사외이사에 이어 국가정보원 댓글 사건과 관련해 불기소 처분을 받았다가 2013년 9월 23일 법원에서 재정신청이 인용돼 10월 7일 공직선거법 및 국정원법 위반 혐의로 불구속 기소된 이종명 국가정보원 3차장과 사법 농단 사건으로 구속된 임종헌 전 법원행정처 차장의 변호인으로 선임되었다.

## 경력
- 1990년 법무부 검찰3과 검사
- 1999년 서울지방검찰청 부부장검사
- 창원지방검찰청 통영지청 부장검사
- 2003년 대검찰청 감찰1과장
- 사법연수원 교수
- 창원지방검찰청 공안부장
- 2006년 2월~ 2007년 3월 대검찰청 공안부 공안기획관
- 수원지방검찰청 성남지청 차장검사
- 서울고등검찰청 검사
- 2007년 2월 서울중앙지방검찰청 2차장검사
- 2008년 부산지방검찰청 1차장검사
- 2009년 1월 19일 ~ 2009년 8월 11일 제55대 춘천지방검찰청 검사장
- 2009년 8월 ~ 2011년 8월 제30대 대검찰청 공안부장
- 2011년 8월 22일 ~ 2011년 10월 31일 제56대 대구지방검찰청 검사장
- 2011년 12월 법무법인 청림 대표변호사
- 2012년 3월 23일 롯데칠성음료 사외이사[10]
- 2012년 한국남부발전 사외이사[11]
- 법무법인 청림 고문변호사